# 바람아 구름아
"바람아 구름아"(Young Ones)는 한국에서 제작된 김수형 감독의 1970년 영화이다. 한지일 등이 주연으로 출연하였고 강대진 등이 제작에 참여하였다.

## 출연

### 주연
- 한지일
- 김욱진
- 허장강